# ریچارد ادکرسون
ریچارد ادکرسون (به انگلیسی: Richard Adkerson) (زاده ۱۹۴۷) کارآفرین، حسابدار و مدیر ارشد اجرایی آمریکایی است، که در حال حاضر به‌عنوان مدیر عامل اجرایی شرکت فریپورت-مکموران فعالیت می‌کند.